# Loretta Németh
Loretta Németh (* 9. Dezember 1995 in Csorna) ist eine ungarische Fußballspielerin.

## Karriere

### Vereine
Németh begann im Alter von zehn Jahren in der Jugendabteilung des Győri ETO FC mit dem Fußballspielen und rückte zur Saison 2012/13 in die erste Mannschaft auf, für die sie in der zweitklassigen Női NB II in 16 Punktspielen 49 Tore erzielte und zur Torschützenkönigin in dieser Spielklasse avancierte. Ihr Debüt im Seniorinnenbereich am 2. September 2012 (2. Spieltag) bei der 2:3-Niederlage im Auswärtsspiel gegen Ferencváros Budapest krönte sie sogleich mit den beiden Toren in der 59. und 67. Minute.
Über ein Leihgeschäft spielte sie in der Folgesaison für den Viktória FC-Szombathely, danach bis zum Saisonende 2016/17 erneut für Győri ETO FC, wobei sie in der Saison 2014/15 ein zweites Mal in der zweithöchsten Spielklasse mit 40 Toren sich zur Torschützenkönigin schoss. Zuletzt und aufstiegsbedingt, spielte sie von 2015 bis 2017 in der Női NB I, der höchsten Spielklasse. Ihr erstes von 30 Erstligaspielen, in denen sie elf Tore erzielte, bestritt sie zum Saisonstart am 16. August 2015 beim 4:1-Sieg im Heimspiel gegen Szegedi AK Boszorkányok.
Die Möglichkeit im Ausland zu spielen, reizte und nutze sie zugleich und begab sich auf Zypern. Für die Frauenfußballmannschaft von Apollon Limassol kam sie von 2017 bis 2019 in der First Division zu Punktspielen, mit denen sie zur Meisterschaft 2019 beitrug.
Nach Ungarn zurückgekehrt, gehörte sie jeweils zwei Jahre lang den Frauenfußballmannschaften des MTK Budapest FC und (ein zweites Mal) des Győri ETO FC an.
Anschließend begab sie sich ein zweites Mal ins Ausland – nach Österreich. Für den Bundesligisten First Vienna FC spielt sie seit der Saison 2023/24. Ihr Bundesligadebüt gab sie zum Saisonstart am 26. August 2023 mit dem 2:1-Sieg im Auswärtsspiel gegen den USV Neulengbach, wobei sie in der 78. Minute mit ihrem ersten von sieben Toren (in 16 Punktspielen) für den Sieg sorgte.

### Nationalmannschaft
Németh kam als Nationalspielerin für den MLSZ zunächst in der U17-Nationalmannschaft zu elf Länderspielen und einem Tor. Jeweils drei davon waren vom 15. bis zum 20. Oktober 2010 und vom 17. bis 22. Oktober 2011 EM-Qualifikationsspiele der Gruppe 3 in der ersten Qualifikationsrunde. Ihr erstes in Telki wurde mit 1:2 gegen die U17-Nationalmannschaft Sloweniens verloren, ihr letztes (ebenfalls in Telki) mit 0:5 gegen die U17-Nationalmannschaft Schwedens Beide Male wurden die Teilnahmen an den altersbezogenen Europameisterschaften 2011 und 2012 in Serbien und Slowenien verpasst.
Für die U19-Nationalmannschaft bestritt sie 19 Länderspiele (1 Tor), davon insgesamt acht in den EM-Qualifikationsspielen 2012/13 und 2013/14. Zwei Siege in fünf Spielen, wie auch zwei Niederlagen in drei Spielen reichten abermals nicht zu Teilnahmen an den jeweiligen Endrunden der angestrebten Turniere.
Ihre ersten beiden Länderspiele für die A-Nationalmannschaft hatte sie am 28. und 30. Juli 2016 in Balatonfüred im Turnier um den Balaton-Cup. Das erste wurde mit 1:4 gegen die Nationalmannschaft Belarus’ verloren, wobei sie mit ihrem ersten Länderspieltor den einzigen Treffer ihrer Mannschaft in der 24. Minute erzielte. Das zweite Spiel gegen die Nationalmannschaft Serbiens endete torlos. Gegen diese Mannschaft kam sie in ihrem insgesamt dritten Turnierspiel am 28. Juli 2017, beim 1:1-Unentschieden, noch einmal zum Einsatz. Weitere Turniere, in denen sie mitwirkte, waren die um den Zypern-Cup, Türkei-Cup und um den Pinatar-Cup. Im erstgenannten Turnier war sie mit ihrer Mannschaft viermal vertreten und bestritt 2017 (4 Spiele, 2 Tore), 2018 (2 Spiele), 2019 (2 Spiele, 2 Tore) und 2023 (2 Spiele) insgesamt zehn Spiele, in denen sie vier Tore erzielte. Ihre ersten beiden gelangen ihr am 6. und 8. März 2017 in den Begegnungen mit den Nationalmannschaften Tschechiens (2:1) und Neuseelands (1:3); ihre letzten beiden am 4. und 6. März 2019 in den Begegnungen mit den Nationalmannschaften Mexikos (3:3) und der Slowakei (3:2). Im Turnier um den Türkei-Cup wurde sie einzig am 10. März 2020 beim 7:1-Sieg über die Nationalmannschaft Rumäniens in Alanya eingesetzt  und im Turnier um den Pinatar-Cup am 16. und 22. Februar 2022 (2:2 / 0:3 i. E. vs. Russland, 0:0 vs. Schottland).
Weitere Einsätze hatte sie in den WM-Qualifikationen (7), EM-Qualifikationen (2) und in Freundschaftsspielen (12).

## Erfolge
First Vienna FC
- Zweiter Österreichische Meisterschaft 2024

Apollon Limassol
- Zyprischer Meister 2019

Győri ETO FC
- Torschützenkönigin Női NB II 2013, 2015 (49, 40 Tore)